# Rod Strickland
Rodney «Rod» Strickland (Bronx, Nueva York, 11 de julio de 1966) es un exjugador y entrenador de baloncesto estadounidense que disputó 17 temporadas en la NBA. con 1,91 metros, jugaba en la posición de base. Desde 2022 entrena a los LIU Sharks de la División I de la NCAA.

## Trayectoria deportiva

### Universidad
Jugó durante 3 temporadas con los Blue Demons de la Universidad DePaul, siendo elegido en sus dos últimas temporadas como All-American. Lideró a su equipo llevándolo a disputar 3 ediciones consecutivas del Torneo de la NCAA, incluidas dos apariciones en los octavos de final. En el total de su carrera universitaria promedió 16,6 puntos (octavo de todos los tiempos de DePaul) y 6,4 asistencias por partido.

### NBA
Fue elegido en la decimonovena posición de la primera ronda del Draft de la NBA de 1988 por New York Knicks, lo cual desconcertó a los aficionados neoyorkinos, ya que contaban en el equipo con el rookie del año de la temporada anterior, Mark Jackson, ocupando el mismo puesto que Strickland. Saliendo desde el banquillo, Hot Rod terminó la temporada promediando 8,9 puntos y 3,9 asistencias, lo que le valió para ser incluido en el segundo mejor quinteto de rookies de la NBA.
Viendo que tener dos jóvenes promesas en el mismo puesto podía suponer problemas, mediada la temporada 1989-90, los Knicks decidieron traspasar a Strickland a San Antonio Spurs, a cambio del veterano Maurice Cheeks, que con 33 años asumiría mejor su papel de segundo base del equipo. Jugó de titular en 24 de los 31 partidos que disputó de la fase regular con los Spurs, consiguiendo el equipo un gran balance de 16 victorias y 8 derrotas en los mismos. Brilló además en los 10 partidos que disputó de los playoffs, promediando 12,3 puntos, 11,23 asistencias y 5,3 rebotes por partido. El las dos siguientes temporadas se consolidaría como el base titular del equipo, con promedios que no bajaron de los 13 puntos y las 8 asistencias, a pesar de que entre ambas temporadas se perdiera casi 50 partidos por diferentes lesiones en la rodilla y en su mano derecha.
En la temporada 1992-93, una vez finalizado su contrato con los Spurs, se convirtió en agente libre, fichando en tal condición por Portland Trail Blazers. Allí permaneció durante cuatro temporadas, compartiendo el puesto de base con Terry Porter, y promediando en ellas 17 puntos y 8,6 asistencias.
En una transacción que inicialmente beneficiaba a ambas franquicias, Strickland y su compañero de equipo Harvey Grant fueron traspasados a los Washington Bullets a cambio de Rasheed Wallace y Mitchell Butler en 1996. En su primera temporada en la capital promedió 17,2 puntos y 8,9 asistencias, ayudando a los Bullets a alcanzar los playoffs por vez primera en 8 temporadas.
La temporada 1997-98 fue la mejor de su carrera, tras promediar 17,8 puntos y 10,5 asistencias por partido, liderando la liga en este último aspecto con una diferencia de 1,4 asistencias sobre el segundo, Jason Kidd, y llegando a ser el vigésimo quinto jugador de la historia de la NBA en alcanzar los 10.000 puntos y 5.000 asistencias. Aunque fue seleccionado en el segundo mejor quinteto de la NBA, no fue elegido para disputar el All-Star de 1998, declarando que renunciaría al año siguiente si fuese elegido. Nunga llegó a disputar un All-Star Game. A pesar de todo ello, los Wizards, nueva denominación del equipo, no alcanzaron los playoffs. Durante las siguientes dos temporadas sus números siguieron siendo muy destacados, pero el juego del equipo seguía sin convencer, acabando por rescindir el contrato de Strickland mediada la temporada 2000-01.
Regresó el 5 de marzo de 2001 a los Blazers, firmando como agente libre. A pesar de que en su debut en esta nueva etapa en Portland prometía, tras conseguir 8 puntos y 5 asistencias en los 16 minutos que disputó, su puesto en el equipo fue el de tercer base, tras Damon Stoudamire y Greg Anthony, disputando poco más de 16 minutos por partido, en los que promedió 4,6 puntos y 3,4 asistencias en los 21 partidos en los que jugó.
Tras finalizar su contrato con los Blazers, en la temporada 2001-02, y ya con 35 años, fichó por los Miami Heat, que necesitaban de un base veterano y solvente, volviendo a ocupar una plaza en el cinco inicial. Realizó una buena temporada, promediando 10,4 puntos y 6,1 asistencias, pero a pesar de ello no vio renovado su contrato. A partir de ese momento, en pleno declive, jugó sus tres últimas temporadas en la NBA a base de contratos temporales, haciéndolo en equipos como Minnesota Timberwolves, Orlando Magic, Toronto Raptors o Houston Rockets, donde dio por finalizada su carrera en la liga profesional norteamericana disputando 16 partidos en la temporada 2004-05. En sus 17 temporadas promedió 13,2 puntos y 7,3 asistencias, siendo uno de los 20 mejores pasadores de la historia de la NBA.

### Entrenador
A pesar de sus 39 años de edad, en 2003 fue convencido por Arvidas Sabonis, compañero suyo en los Blazers en 1996, para ir a jugar al equipo del lituano, el Zalgiris Kaunas, del que era el presidente. En septiembre de 2008 fue nombrado Director de Operaciones de la Universidad de Memphis. Hasta ese momento estaba desempeñando las funciones de Director de Desarrollo Atlético Estudiantil en la misma universidad. Sus funciones eran las de supervisar diferentes áreas de coordinación deportiva, además del seguimiento académico de los jugadores, los planes de viaje y las contrataciones de nuevos valores.
De 2014 a 2017 fue contratado como técnico asistente en Kentucky bajo el entrenador Orlando Antigua. Antes de eso, tuvo un papel administrativo bajo las órdenes de John Calipari.

## Estadísticas de su carrera en la NBA
|  | Líder de la liga |

### Temporada regular
| Año     | Equipo      | PJ    | PT  | MPP  | %TC  | %3P  | %TL  | RPP | APP  | ROB | TPP | PPP  |
| ------- | ----------- | ----- | --- | ---- | ---- | ---- | ---- | --- | ---- | --- | --- | ---- |
| 1988-89 | New York    | 81    | 10  | 16.8 | .467 | .322 | .745 | 2.0 | 3.9  | 1.2 | .0  | 8.9  |
| 1989-90 | New York    | 51    | 0   | 20.0 | .440 | .286 | .638 | 2.5 | 4.3  | 1.4 | .2  | 8.4  |
| 1989-90 | San Antonio | 31    | 24  | 36.2 | .468 | .222 | .615 | 4.3 | 8.0  | 1.8 | .2  | 14.2 |
| 1990-91 | San Antonio | 58    | 56  | 35.8 | .482 | .333 | .763 | 3.8 | 8.0  | 2.0 | .2  | 13.8 |
| 1991-92 | San Antonio | 57    | 54  | 36.0 | .455 | .333 | .687 | 4.6 | 8.6  | 2.1 | .3  | 13.8 |
| 1992-93 | Portland    | 78    | 35  | 31.7 | .485 | .133 | .717 | 4.3 | 7.2  | 1.7 | .3  | 13.7 |
| 1993-94 | Portland    | 82    | 58  | 35.2 | .483 | .200 | .749 | 4.5 | 9.0  | 1.8 | .3  | 17.2 |
| 1994-95 | Portland    | 64    | 61  | 35.4 | .466 | .374 | .745 | 5.0 | 8.8  | 1.9 | .1  | 18.9 |
| 1995-96 | Portland    | 67    | 63  | 37.7 | .460 | .342 | .652 | 4.4 | 9.6  | 1.4 | .2  | 18.7 |
| 1996-97 | Washington  | 82    | 81  | 36.5 | .466 | .169 | .738 | 4.1 | 8.9  | 1.7 | .2  | 17.2 |
| 1997-98 | Washington  | 76    | 76  | 39.7 | .434 | .250 | .726 | 5.3 | 10.5 | 1.7 | .3  | 17.8 |
| 1998-99 | Washington  | 44    | 43  | 37.1 | .416 | .286 | .746 | 4.8 | 9.9  | 1.7 | .1  | 15.7 |
| 1999-00 | Washington  | 69    | 67  | 31.7 | .429 | .048 | .702 | 3.8 | 7.5  | 1.4 | .3  | 12.6 |
| 2000-01 | Washington  | 33    | 28  | 30.9 | .426 | .250 | .782 | 3.2 | 7.0  | 1.3 | .1  | 12.2 |
| 2000-01 | Portland    | 21    | 0   | 16.7 | .418 | .000 | .577 | 1.7 | 3.4  | .5  | .0  | 4.6  |
| 2001-02 | Miami       | 76    | 64  | 30.2 | .443 | .308 | .766 | 3.1 | 6.1  | 1.1 | .1  | 10.4 |
| 2002-03 | Minnesota   | 47    | 8   | 20.3 | .432 | .091 | .738 | 2.0 | 4.6  | 1.0 | .1  | 6.8  |
| 2003-04 | Orlando     | 46    | 9   | 19.9 | .454 | .303 | .750 | 2.6 | 4.0  | .6  | .2  | 6.8  |
| 2003-04 | Toronto     | 15    | 1   | 18.8 | .333 | .000 | .682 | 2.5 | 3.9  | .5  | .3  | 4.7  |
| 2004-05 | Houston     | 16    | 2   | 12.3 | .209 | .500 | .900 | 1.7 | 2.4  | .2  | .1  | 1.8  |
| Total   | Total       | 1,094 | 740 | 30.7 | .454 | .282 | .721 | 3.7 | 7.3  | 1.5 | .1  | 13.2 |

### Playoffs
| Año   | Equipo      | PJ | PT | MPP  | %TC  | %3P   | %TL   | RPP | APP  | ROB | TPP | PPP  |
| ----- | ----------- | -- | -- | ---- | ---- | ----- | ----- | --- | ---- | --- | --- | ---- |
| 1989  | New York    | 9  | 0  | 12.3 | .449 | 1.000 | .529  | 1.4 | 2.8  | .4  | .1  | 6.0  |
| 1990  | San Antonio | 10 | 10 | 38.4 | .425 | .000  | .556  | 5.3 | 11.2 | 1.4 | .0  | 12.3 |
| 1991  | San Antonio | 4  | 4  | 42.0 | .433 | .000  | .810  | 5.3 | 8.8  | 2.3 | .0  | 18.8 |
| 1992  | San Antonio | 2  | 2  | 40.0 | .591 | —     | .625  | 3.5 | 9.5  | 1.5 | 1.0 | 15.5 |
| 1993  | Portland    | 4  | 4  | 39.0 | .423 | .000  | .833  | 6.5 | 9.3  | 1.3 | .5  | 13.5 |
| 1994  | Portland    | 4  | 4  | 38.5 | .500 | .000  | .815  | 4.0 | 9.8  | 1.0 | .5  | 23.5 |
| 1995  | Portland    | 3  | 3  | 42.0 | .415 | .400  | .778  | 4.0 | 12.3 | 1.0 | .7  | 23.3 |
| 1996  | Portland    | 5  | 5  | 40.4 | .440 | .500  | .639  | 6.2 | 8.4  | 1.0 | .0  | 20.6 |
| 1997  | Washington  | 3  | 3  | 41.3 | .423 | .500  | .737  | 6.0 | 8.3  | 1.0 | .0  | 19.7 |
| 2001  | Portland    | 2  | 0  | 9.5  | .333 | —     | .667  | 2.0 | 1.0  | 1.0 | .0  | 4.0  |
| 2003  | Minnesota   | 6  | 0  | 12.2 | .524 | —     | 1.000 | 1.0 | 2.8  | .7  | .3  | 4.7  |
| Total | Total       | 52 | 35 | 30.7 | .446 | .286  | .706  | 4.0 | 7.5  | 1.1 | .2  | 13.4 |